# Catherine Ferry
Catherine Ferry (Paris, 1 de julho de 1953) é uma cantora francesa.
Em 1976, Catherine Ferry representou a França, onde cantou a canção "Un, Deux, Trois" (Tony Rallo/Jean Paul Cara), onde alcançou o segundo lugar.
Em 1977 participou no Festival de Yamaha no Japão.
Daniel Balavoine um famoso cantor francês escreveu cerca de 30 canções para ela.
Em 1982, ela lançou pela  WEA a  canção  "Bonjour, Bonjour" (Linda Lecomte/Balavoine).
Em 1983, ela participou no musical "Abbacadabra" de Alain Boublil baseado em canções dos ABBA.
Em 1984, lançou o álbum "Vivre avec la musique" produzido por  Andy Scott, música de Daniel Balavoine, Joe Hammer e Michel Rorive, letra de Daniel Balavoine, Linda Lecomte, Patrick Dulphy, Bernard Balavoine e Francis Wauthers.

## Discografia

### Singles
- 1975 : Julia mon cœur - Chanson pour toi
- 1976 : 1, 2, 3 - Petit Jean
- 1976 : Ma chanson d'amour - Petit Jean
- 1977 : Mélodie bleue - Une histoire d'amour
- 1977 : J'ai laissé le bon temps rouler - Pour tous ceux qui s'aiment
- 1978 : J'imagine - Le chanteur anglais
- 1979 : Dis goodbye à ton goodboy - Baxter
- 1980 : Tu es mon ennemi - Maman vit avec les animaux
- 1982 : Bonjour Bonjour - Il est en retard
- 1983 : Grandis pas - Pourquoi pas
- 1983 : Vivre avec la musique - Un homme tout perdu
- 1983 : Prends tout ce qu'on te donne - Raté
- 1986 : Tréma - Quelqu'un quelque part - Ce matin
- 1989 : Manille - Rendez-vous

### Álbuns
- 1977 : Catherine Ferry
- 1984 : Vivre avec la musique